# Caria

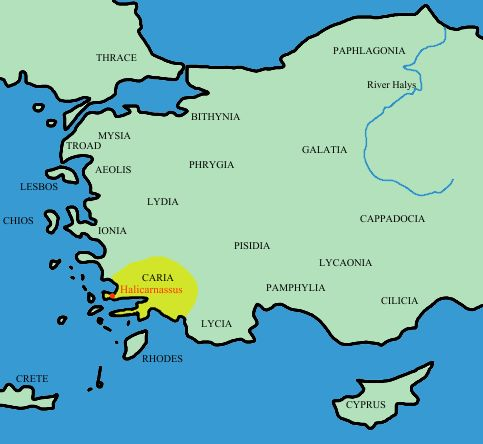
Localizzazione della Caria

La Caria (dal luvio Karuwa, "contrada scoscesa"; in greco Καρία?, in turco Karya) era una regione storica nell'ovest dell'Anatolia, che si estendeva a sud della Ionia, a nord della Licia e a ovest della Frigia. I greci (ioni e dori) ne colonizzarono la regione costiera e si fusero con la popolazione locale. Gli abitanti della Caria, i cari, vi erano stanziati ancor prima dei greci: per Erodoto si trattava di discendenti dei minoici, mentre i cari stessi ritenevano di discendere da popolazioni anatoliche dell'interno e di essere imparentati con i misi e i lidi; la lingua caria era in effetti una lingua anatolica. Un ultimo popolo rilevante per i cari era quello dei Lelegi, un nome con cui forse si indicavano in antico gli antenati dei cari o i precedenti abitanti della loro regione di insediamento successivo.

## Storia
Era abitata dai cari, che s'insediarono in questa regione prima dei greci. Il nome appare in altre lingue: in ittita Karkija (stato membro della lega Assuwa, circa 1250), in lingua babilonese Karsa, in elamico e persiano Kurka.
Secondo alcune fonti, questa terra era in origine chiamata "Fenicia", perché vi si trovava un'antichissima colonia fenicia. Prese il nome di Caria da quello di Car, un re leggendario dei cari. Una Caria indipendente emerse come regno neo-ittita attorno all'XI secolo a.C. e fu incorporato nell'impero persiano degli achemenidi come satrapia di Karka nel 545 a.C.
La città più importante dal 366 a.C. fu Alicarnasso, antica polis dorica e città natale di Erodoto, eletta a capitale dal re e satrapo di Caria, Mausolo, che vi spostò la capitale dall'antica capitale Milasa.
Ad Alicarnasso si trovava il famoso Mausoleo di Mausolo, una delle Sette meraviglie del mondo, da cui in seguito i Romani denominarono ogni grande tomba, appunto mausoleo.
Altre importanti e grandi città erano Eraclea al Lato, Antiochia sul Meandro, Mindo, Laodicea, Alinda, Amos e Alabanda. L'Iliade ricorda che al tempo della guerra di Troia, la città di Mileto apparteneva ai cari ed era alleata di Troia.
La mitologia greca chiamava anticamente questa regione con il nome di Anattoria, nome che deriva dal gigante Anatto, figlio di Urano e Gea, padre di Asterio, ucciso da Mileto.
La Caria fu conquistata da Alessandro Magno nel 334 a.C.

### Impero romano
La Caria entrò a far parte del dominio della Repubblica romana con la fine del Regno di Pergamo, nel 132 a.C.; l'intero territorio divenne la provincia dell'Asia. La Caria fu elevata a provincia a sé in occasione della riorganizzazione amministrativa di Diocleziano. A capo dell'amministrazione civile era un praeses; tra i praesides di rilievo della Caria, Antonio Taziano (360 circa-364 circa).

## Sedi episcopali
La Caria comprende varie sedi episcopali che figurano nell'Annuario pontificio come sedi titolari:
- Alabanda
- Alicarnasso
- Alinda
- Amyzon
- Anatetarte
- Antiochia sul Meandro
- Apollonia Salbace
- Arpasa
- Bargylia
- Ceramo
- Cibira
- Cidramo
- Cnido
- Eraclea al Latmo
- Eraclea Salbace
- Eriza

- Hieron
- Hyllarima
- Iasos
- Loryma
- Metaba
- Mileto
- Mylasa
- Mindo
- Neapoli in Caria
- Orthosias in Caria
- Stadia
- Stauropoli
- Stratonicea in Caria
- Tabae
- Tapasa

## Antichepoleis
- Alicarnasso
- Arlisso
- Aulai
- Bargasa
- Bolbe
- Calcetore
- Casolaba
- Cillando
- Euromos

## Colonie Carie
- Carbasianda
- Cedrea